# Moses Wolff

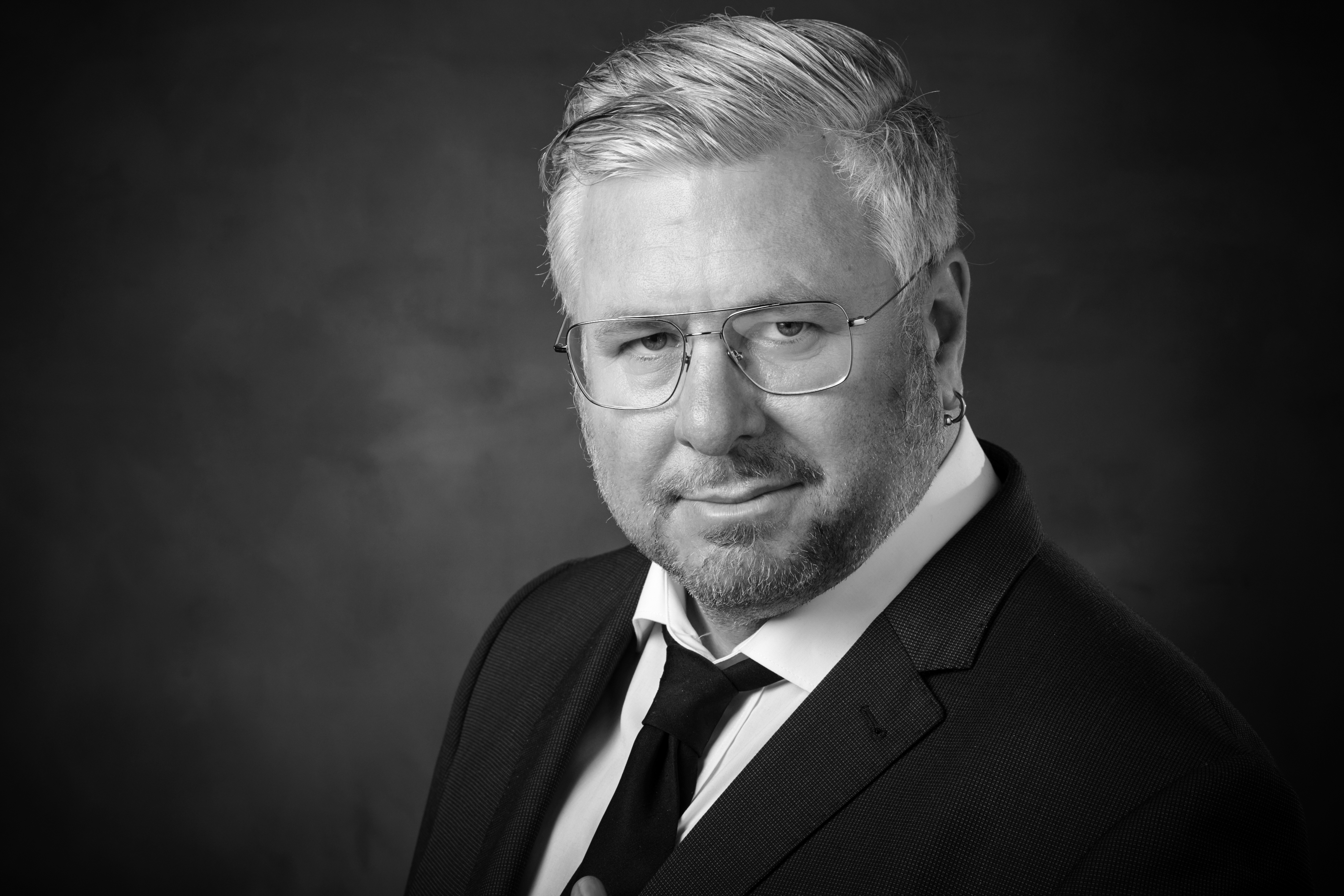
Moses Wolff (2019)

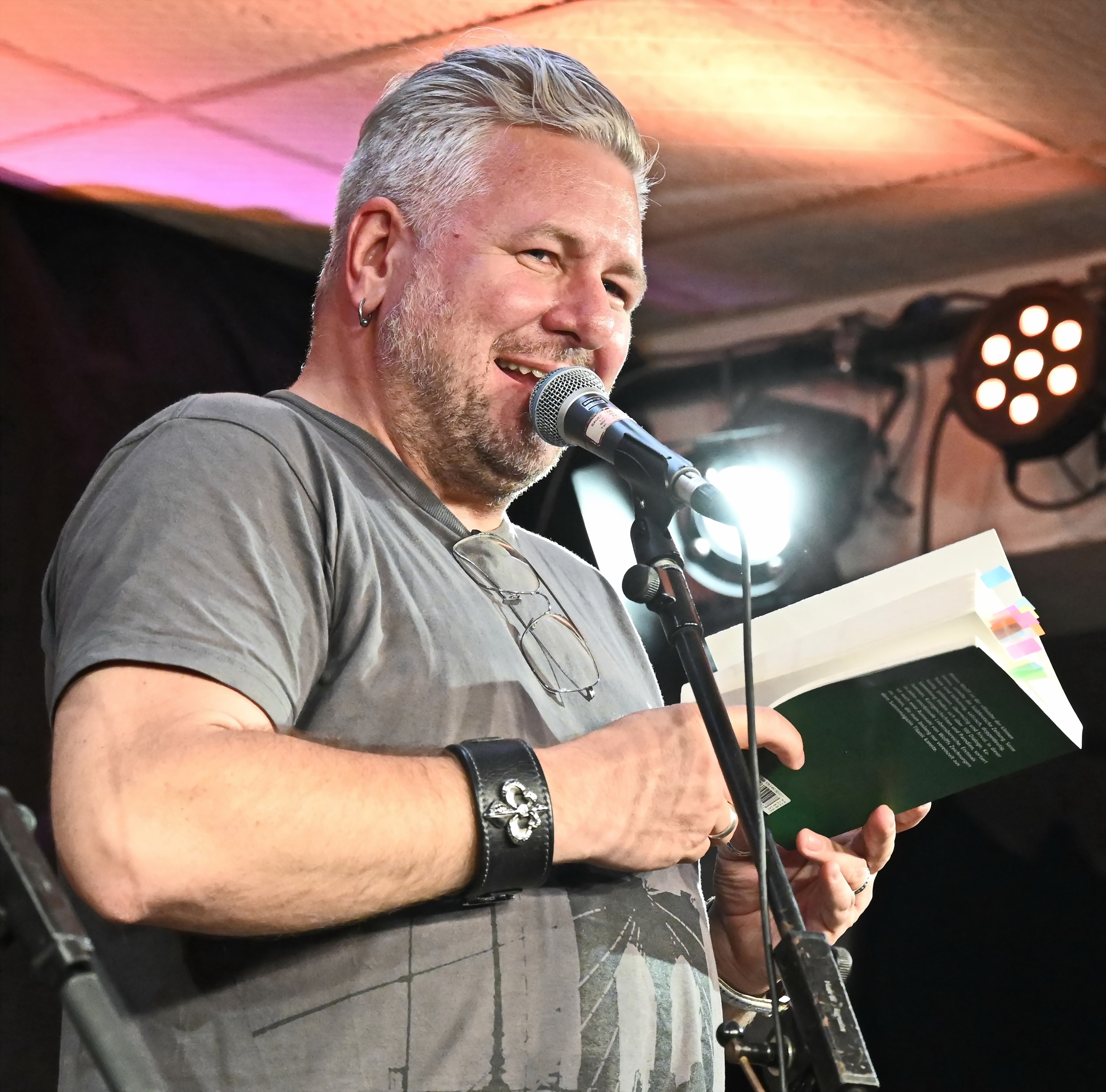
Moses Wolff bei einer Lesung (2019)

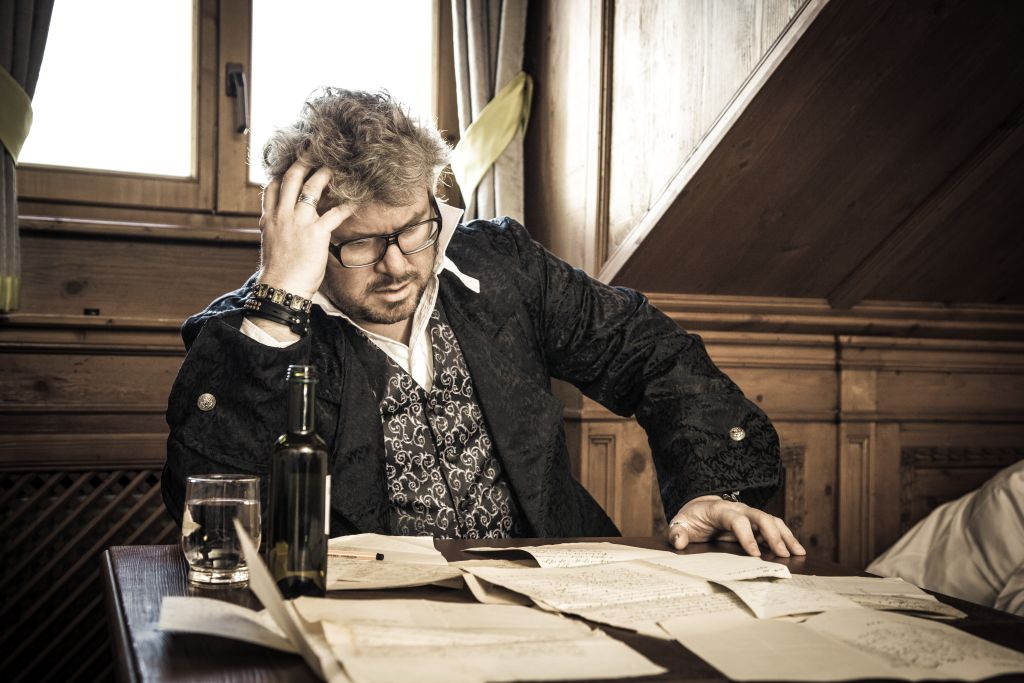
Moses Wolff (2014)

Moses Wolff (* 7. Juni 1969 in München) ist ein deutscher Schauspieler, Kabarettist und Musiker.

## Leben und Wirken
Moses Wolff war mit Arnd Schimkat (Arthur Senkrecht), Peter Gutdeutsch und Bibiana Decker von 1991 bis 1993 Mitglied der Comedytruppe Trio Farfadet. Mit der Show Perlen vor die Säue trat er von 2004 bis 2015 gemeinsam mit Hans Peter Krohn und anderen Künstlern im deutschsprachigen Raum auf. Zusammen mit Michael Sailer (bis 2023, danach mit Anne Meinhardt) und Christoph Theußl veranstaltet er in dem Münchner Lokal Vereinsheim die 2007 von ihm und Jaromir Konecny gegründete Lesebühne Schwabinger Schaumschläger Show. Mit dem Programm Humoristen Schlepper Bauernfänger, sonderbare Scherze mit Moses Wolff und Gästen tritt er monatlich im Parkcafe München auf. 2015 präsentierte er sein erstes abendfüllendes Programm In meiner eigenen Wohnung. 2015 wurde der mit Arnd Schimkat verfasste Roman Highway to Hellas von Regisseur Aron Lehmann als Kinofilm realisiert. Seit 2018 ist er gemeinsam mit Ko Bylanzky Gastgeber des bairischsprachigen Mundartslams Wer ko der ko im Münchner Hofspielhaus. Seit 2020 gehört er zum Autorenteam der Comedyreihe Fraueng’schichten, bei der er auch als Schauspieler mitwirkt, und ist Mitglied der Münchner Turmschreiber.

### Wildbach-Toni
Gemeinsam mit dem Münchner Regisseur Richard Westermaier erfand Wolff die Figur des absurden Bergmenschen Wildbach-Toni, der zunächst auf der Website des Satiremagazins Titanic etabliert wurde, aber schnell in Internet-Videoportalen eine Fangemeinde fand. In der Onlineausgabe der Süddeutschen Zeitung ist er als Wildbach-Toni zu sehen. 2011 erschien Der Wildbach Toni. Ein Bergroman und 2014 der Wildbach-Toni-Roman Schrippenblues.

### Moses Shanti
Für die wöchentliche Live-Show „Sonntagsclub“ von 1998 bis 2000 mit Philipp Sonntag kreierte Wolff „Moses Shanti“, einen Vollweisen aus dem Morgenland. Unter Verwendung eines sonderbaren Instruments mit nur einer Saite spricht Shanti von seinen Eindrücken in der westlichen Welt.

## Filmografie
- 1993: Anna Maria – Eine Frau geht ihren Weg, Sat. 1-Fernsehserie, Regie Celino Bleiweiß
- 1999: Prosit Neujahr!, Fernsehfilm, Regie Harald Leipnitz
- 2000: Fahndungsakte, Sat. 1-Fernsehmagazin
- 2001: Tigermännchen sucht Tigerweibchen, Fernsehfilm, Regie Michael Kreihsl
- 2001: Müllers Geburtstag, Kurzfilm, Regie Götz Vierkant
- 2003: Malaga, Kurzfilm, Regie Johannes Raspe
- 2003: Warum nur? – Schicksalhafte Begegnungen, Dokuserie, Regie Gero von Braunmühl
- 2004: Marias letzte Reise, Fernsehfilm, Regie Rainer Kaufmann
- 2004: Unter Verdacht, Kriminalserie, Regie Edward Berger
- 2005: Der Experte, Kurzfilm, Regie Johannes Raspe
- 2006: Borussia Banana, RTL II, Sport-Comedy, Regie Michael Tasche
- 2006: Mit Herz und Handschellen – Todfeinde, Fernsehserie, Regie Thomas Nennstiel
- 2006: Personennahverkehr, Kurzfilm, Regie Johannes Raspe
- 2006: Luginsland – Mord in aller Unschuld, Fernsehfilm, Regie Connie Walther
- 2006: Drei teuflisch starke Frauen – Die Zerreißprobe, Fernsehfilm, Regie Ariane Zeller
- 2006: Angsthasen, Fernsehfilm, Regie Franziska Buch
- 2007: Polizeiruf 110 – Rosis Baby, Fernsehreihe, Regie Andreas Kleinert
- 2007: Patchwork, Fernsehfilm, Regie Franziska Buch
- 2007: Liebe und andere Gefahren, Fernsehfilm, Regie Nina Grosse
- 2007: Stellungswechsel, Kinofilm, Regie Maggie Peren
- 2008: Die Drachen besiegen, Fernsehfilm, Franziska Buch
- 2009: Dahoam is Dahoam, Fernsehserie, diverse Regisseure
- 2009: Rosannas Tochter, Fernsehfilm, Regie Franziska Buch
- 2010: Zimmer mit Tante, Fernsehfilm, Regie Thomas Kronthaler
- 2010: Zimmer 67, Fernsehfilm, Regie Matthias Maaß
- 2010: Festwiese, Internetfilm, Regie Moses Wolff
- 2010: Living Memories, Fernsehfilm, Regie Julius Grimm
- 2010: Herzflimmern – Die Klinik am See, Fernsehserie, Regie Daniel Anderson
- 2011: Familie inklusive, Fernsehfilm, Regie Christine Kabisch
- 2011: Der bayerische Avatar, Fernsehfilm, Regie Richard Westermaier
- 2011: Heiter bis tödlich, München 7, Fernsehserie, Regie Franz Xaver Bogner
- 2012: Der blinde Fisch, Fernsehfilm, Denis Lüthi
- 2012: Restalkohol, Fernsehfilm, Regie Robert Pilsner
- 2012: Ganz der Papa, Fernsehfilm, Regie Matthias Steurer
- 2013: Heiter bis tödlich: Hubert und Staller, Fernsehserie, Regie Jan Markus Linhof
- 2014: Kommissarin Lucas – Der nette Herr Wong, Fernsehserie, Regie Tim Trageser
- 2014: Affekt, Fernsehfilm, Regie Moses Wolff
- 2015: SOKO Kitzbühel – Fliegende Augen, Fernsehserie, Regie Gerald Liegel
- 2015: München 7 – Die Wilde aus dem Süden, Fernsehserie, Regie Franz Xaver Bogner
- 2018: München Grill, Fernsehserie, Regie Franz Xaver Bogner
- 2020: Restguthaben, Kinofilm, Regie Benjamin Strobel
- 2020: Fraueng’schichten, Fernsehserie, Regie Leopold Bauer
- 2021: Apfel oder Kaffee, Kurzfilm, Regie Anica Cohrs
- 2021: SchleichFernsehen, Fernsehserie, Regie Georg Weber
- 2023: Rasputin, Kinofilm, Regie Moses Wolff

## Theaterrollen
- 1990: Mein Kampf von George Tabori, Münchner Prinzregententheater, Regie Martin Fried
- 1992: Singer von Peter Flannery, Residenztheater (München), Regie Thomas Schulte-Michels
- 1992: Molière oder die Verschwörung der Heuchler von Michail A. Bulgakow, Münchner Residenztheater, Regie Helga Lange
- 1993–1994: Die Mitschuldigen von Johann Wolfgang von Goethe, Theater in der Westermühle München, Regie Hans Hildebrandt
- 1995: Die Geschichte vom Soldaten, Jörg Maurer’s Unterton, Regie Christoph von Zastrow
- 1996–1997: Meister Eder und sein Pumuckl von Ellis Kaut, Theaterpalette Ingolstadt, Regie Ingrid Farin
- 2008–2012: Der kleine Erdbär, Breuer & Bohlmann Productions, Regie Sabine Bohlmann und Carolyn Breuer
- 2010–2012: Hex in the City von Gorgass, Schäfer, Jakob, Wolff, Theater Münchner Freiheit, Regie Doro Engel
- 2012: Die Bernauerin von Carl Orff, Carl Orff-Festspiele Andechs, Regie Marcus Everding
- 2015: In meiner eigenen Wohnung von Moses Wolff, Münchner Lustspielhaus, Regie Arnd Schimkat
- 2016: Rasputin von Moses Wolff, Hofspielhaus München, Regie Moses Wolff
- 2017: Die Fledermaus von Johann Strauss, Hofspielhaus München, Regie Kristina Wuss
- 2018: Blitzlichter von Moses Wolff, Hofspielhaus München, Regie Moses Wolff
- 2018: Selbst ist die Frau von Thomas Stammberger, Stadthalle Viechtach, Regie Thomas Stammberger
- 2019: Der Watzmann ruft von Ecco Meineke, Deutsches Theater München, Regie Sven Kemmler
- 2022: Made in Germany live von Thorsten Nathan, Deutsches Theater München, Regie Thorsten Nathan
- 2023: Dracula von Klaus Bernd Jerofke nach Motiven von Bram Stoker, Tragaudion Theater Starnberg, Regie Christian Hanselmann
- 2023: Erwin von Locksley & das Wirtshaus im Sherwood von Jochen Malmsheimer und Sven Kemmler, Lustspielhaus München, Regie Sven Kemmler

## Veröffentlichungen als Musiker und Sprecher
- 2001: Pasing is guad, Single
- 2003: Verbissenlos, Album
- 2007: Perlen vor die Säue, Album
- 2008: Ich rap mir die Welt, Album (Mitarbeit)[10]
- 2011–2018: Geschichten aus Ötz, Kinderhörspielreihe
- 2013: Moses Wolff liest, Album[11]
- 2019: Ferien mit Graus und Schmaus, Hörspiel mit Musik
- 2020: Augenblicklich Depression, Single, mit der Formation „Schmu und Schmäh“
- 2021: Hinter den Masken, Single, mit „Psycomatic“

## Schriften
Romane
- mit Bert Fizz: Kein Fuzzy Naval für Folicaldi. Mayer-Scholz, Mammendorf 2006, ISBN 3-86611-149-5.
- Der Wildbach Toni. Ein Bergroman. Goldmann, München 2011, ISBN 978-3-442-31269-6.
- mit Arnd Schimkat: Highway to Hellas. Piper, München 2014, ISBN 978-3-492-30871-7.
- Schrippenblues. Goldmann, München 2014, ISBN 978-3-442-48099-9.
- Monaco Mortale. Ein Fall für Hans Josef Strauß. Piper, München 2016, ISBN 978-3-492-30935-6.
- Monaco Infernale. Ein Fall für Hans Josef Strauß. Piper, München 2017, ISBN 978-3-492-31056-7.
- Monaco Horizontale. Ein Fall für Hans Josef Strauß. Piper, München 2018, ISBN 978-3-492-31259-2.
- Liebe machen. Piper, München 2020, ISBN 978-3-492-30749-9.
- Gendarm des Königs. Die Starnberger Protokolle. Mit Illustrationen von Mike Maurus. Hirschkäfer, München 2022, ISBN 978-3-940839-81-7.

Drehbücher und Bühnenstücke
- mit Alexander Söllner: Hubert und Staller: Klinisch tot. entertainment factory, 2014
- mit Arnd Schimkat: Highway to Hellas, Pantaleon Films, 2015
- Rasputin. Ein surreales Theaterstück, München 2016
- Blitzlichter. Satirisches Theaterstück, München 2018
- Im weissen Rössl am Starnberger See. Theaterrevue, München 2019

weitere Arbeiten
- mit Peter Zentner: Laura und Kieselstein. Musical für Kinder. Musik: Christian Bruhn. Whale Songs, Hamburg 2008.
- Ozapft is! Das Wiesnhandbuch. Goldmann, München 2012, ISBN 978-3-442-31311-2. Neuauflage: Piper, München 2019, ISBN 978-3-492-23082-7.
Englische Ausgabe: Meet Me in Munich. A Beer Lover´s Guide to Oktoberfest. Skyhorse Publishing, New York 2013, ISBN 978-1-62636-258-1.
- mit Christian Doll, Heiko Lippmann, Arnd Schimkat: Highway to Hellas. Musical. Domfestspiele Bad Gandersheim 2016[12]
- Sekundärliteratur. Kolumnen. Piper, München 2018, ISBN 978-3-492-50147-7.
- mit Gerti Guhl: Die Nacht ist nicht allein zum Schlafen da. Hirschkäfer, München 2021, ISBN 978-3-940839-75-6.

Moses Wolff veröffentlicht Beiträge im Satiremagazin Titanic (Rubrik Vom Fachmann für Kenner) und Kurzgeschichten in Anthologien.

## Auszeichnungen
Moses Wolff erhielt 2014 mit Richard Westermaier den „Goethe goes Video“-Sonderpreis der Medienakademie München und der Zeitschrift Das Gedicht für die Verfilmung des Gedichtes Woid von Moses Wolff. 2015 wurde er für seine kulturellen und künstlerischen Leistungen mit dem Schwabinger Kunstpreis ausgezeichnet. Im gleichen Jahr erhielt er mit Arnd Schimkat und Aron Lehmann auf dem Busan International Film Festival in Südkorea den Publikumspreis für Highway to Hellas. Für das Projekt Wer ko der ko erhielt er mit Ko Bylanzky 2021 den „Innovationspreis Volkskultur“ von München.